# Reichenburg

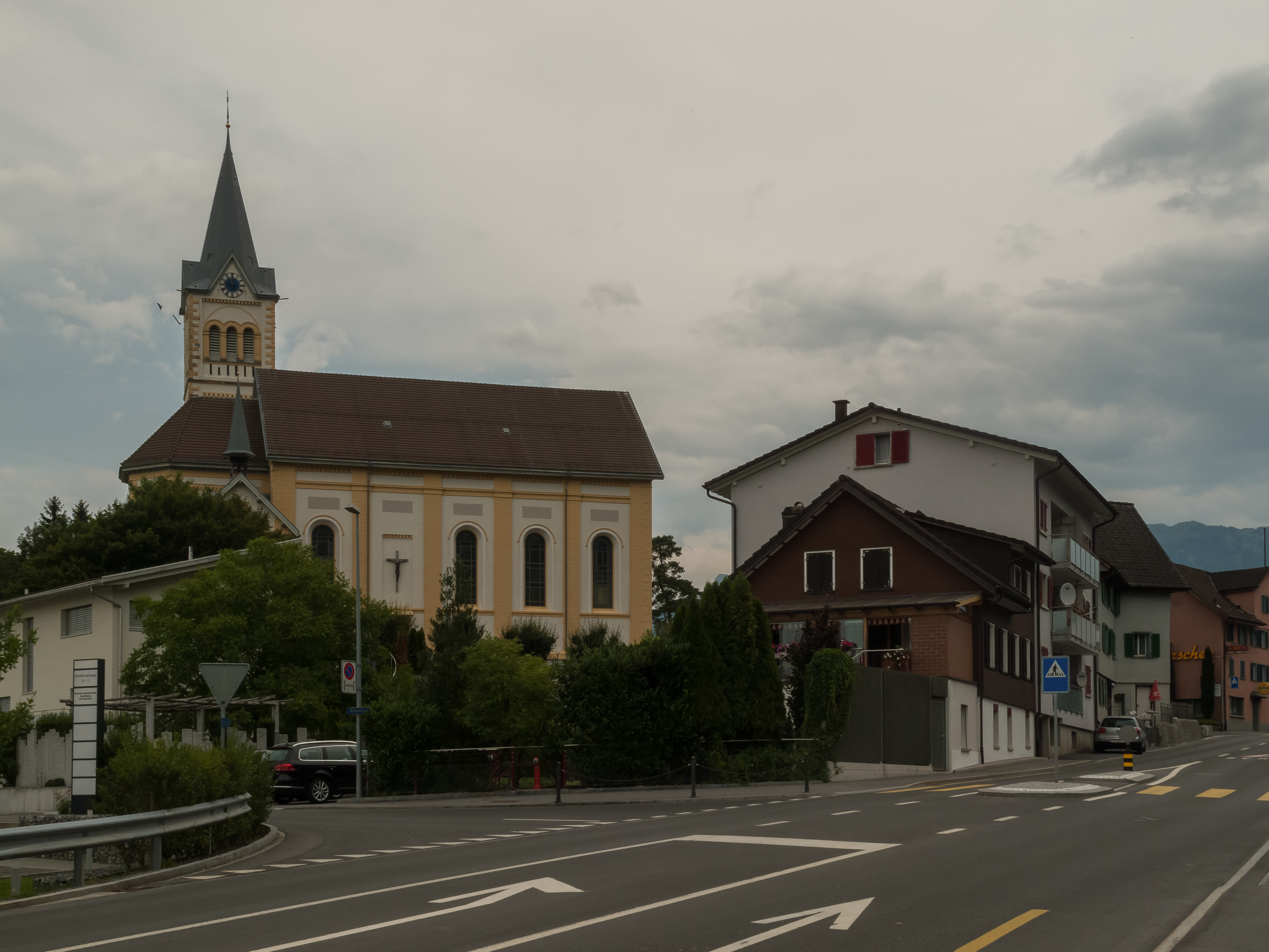
Reichenburg, église : Pfarrkirche Sankt Laurentius.

Reichenburg est une commune suisse du canton de Schwytz, située dans le district de March.

## Géographie

Vue aérienne (1948).

Selon l'Office fédéral de la statistique, Reichenburg mesure 11,59 km2. 

## Démographie
Selon l'Office fédéral de la statistique, Reichenburg compte 4 063 habitants fin 2022. Sa densité de population atteint 351 hab./km2.
Le graphique suivant résume l'évolution de la population de Reichenburg entre 1850 et 2008 :